# Deborah G. Johnson
Deborah G. Johnson (nacida en 1945) es una filósofa estadounidense y profesora de la Universidad de Virginia reconocida por sus contribuciones al campo de la ética en la tecnología y la informática.
Johnson obtuvo su licenciatura en Filosofía en la Universidad de Connecticut y más tarde su doctorado en Filosofía en la Universidad de Kansas. Durante su carrera académica, se ha desempeñado como profesora e investigadora en varias universidades, incluyendo la Universidad de Virginia, citada anteriorment, donde ocupó la cátedra de Ética Tecnológica en el Departamento de Ingeniería.
Es una de las pioneras en el desarrollo de este área, destacándose por su análisis sobre el impacto de la tecnología en la sociedad y los dilemas éticos asociados. Ha ganado premios como el premio Covey, el premio Weizenbaum y el premio Barwise. Esta filósofa es conocida por sus trabajos sobre ética informática y ética de la ingeniería .     Su libro Computer Ethics (1985) fue el primer libro de texto importante en la disciplina y rápidamente se convirtió en el principal recurso utilizado en los cursos de ética informática en las universidades de los países de habla inglesa. 

## Contribuciones
- Ética de la ingeniería: debates contemporáneos y perdurables, Yale University Press 2020.
- Ética informática, primera edición, Englewood Cliffs, NJ: Prentice-Hall 1985; segunda edición 1994; tercera edición 2001.
- Johnson, D. y H. Nissenbaum (eds.) (1995), Computación, ética y valores sociales, Englewood Cliffs, NJ: Prentice Hall.